# ASC SONACOS
Association Sportive et Culturelle de la SOciété NAtionale de Commercialisation des Oléagineux du Sénégal w skrócie ASC SONACOS – senegalski klub piłkarski, grający w drugiej, a niegdyś w pierwszej lidze senegalskiej, mający siedzibę w mieście Diourbel. Wcześniej nosił nazwy SEIB Diourbel (Société Electrique Industrielle du Baol) oraz ASC SUNEOR (Association Sportive et Culturelle SUNEOR).

## Sukcesy
- 1. liga[1]:
  - mistrzostwo (4): 1980, 1983, 1987 (jako SEIB Diourbel), 1996

- Puchar Senegalu[2]:
  - zwycięstwo (1): 2001.

## Występy w afrykańskich pucharach
| Sezon | Rozgrywki                 | Runda   | Kraj                     | Klub              | Dom | Wyjazd | Dwumecz       |
| ----- | ------------------------- | ------- | ------------------------ | ----------------- | --- | ------ | ------------- |
| 1981  | Puchar Mistrzów           | 1       | Wybrzeże Kości Słoniowej | ASEC Mimosas      | 2–1 | 1–2    | 3–3 (k. 3–4)  |
| 1984  | Puchar Mistrzów           | 1       | Nigeria                  | Shooting Stars FC | 1–0 | 0–2    | 1–2           |
| 1988  | Puchar Mistrzów           | 1       | Mauretania               | ASC Police        | 2–0 | 0–2    | 2–2 (k. 9–10) |
| 1997  | Liga Mistrzów             | wstępna | Maroko                   | Raja Casablanca   | 0–2 | 1–3    | 1–5           |
| 2002  | Puchar Zdobywców Pucharów | 1       | Maroko                   | Wydad Casablanca  | 0–0 | 0–3    | 0–3           |
| 2003  | Puchar CAF                | 1       | Gwinea                   | AS Kaloum Star    | 0–0 | 0–0    | 0–0 (k. 4–2)  |
| 2003  | Puchar CAF                | 2       | Algieria                 | JS Kabylie        | 1–1 | 0–0    | 1–1           |

## Stadion
Domowe mecze klub rozgrywa na stadionie o nazwie Stade Municipal de Djourbel w Diourbel, który może pomieścić 3000 widzów.

## Reprezentanci kraju grający w klubie od 2001 roku
Stan na styczeń 2023.
| - Boubacar Cissokho - Ablaye Diené - Badara Dione - Daouda Ly - Cheikh Lô Ndoye | - Saliou Sidibé - Mame Ibra Touré - Foday Trawally - Mohamed Salahdine Boubacar - Amar Djiby Samb |